# Густав Адолф фон дер Шуленбург
Густав Адолф фон дер Шуленбург (на немски: Gustavus Adolphus von der Schulenburg; * 4 октомври 1632, Алтенхаузен; † 27 септември 1691, Хале на Заале) е фрайхер, благородник от род фон дер Шуленбург, таен съветник в Курфюрство Бранденбург, камера-президент и наследствен господар в Емден (днес част в Алтенхаузен) в Саксония-Анхалт.

## Биография
Той е вторият син, третото дете, на Матиас V фон дер Шуленбург (1578 – 1656) и съпругата му Маргарета Шенк фон Флехтинген (1591 – 1636), дъщеря на Вернер Шенк фон Флехтинген († 1597) и Сабина фон Бредов († 1632). Внук е на фрайхер Даниел I фон дер Шуленбург (1538 – 1594) и Еренгард (Армгард) фон Алтен (пр. 1538 – сл. 1611). По-големият му брат Александер III фон дер Шуленбург (1616 – 1681) е женен за Аделхайд Агнес фон Алвенслебен (1636 – 1668) и от 1671 г. за Анна София фон Бисмарк (1645 – 1705). Сестра му Еренгард фон дер Шуленбург (1611 – 1677) е омъжена на 20 февруари 1640 г. в Еркслебен за Йоахим III фон Алвенслебен (1612 – 1645).
Густав Адолф следва в Хелмщет и Тюбинген и след военната си служба поема от баща си чифлик Емден. Той е военен комисар и по-късно член на бранденбургското управление. Курфюрст Фридрих Вилхелм го прави хауптман в Халберщетския Кроторф (днес част от Грьонинген) и Гатерслебен.
Той е приет в литературното общество „Fruchtbringende Gesellschaft“.

## Фамилия
Първи брак: през 1658 г. с Петронела Отилия фон Швенке (1637 – 1674), дъщеря на фон Швенке и фон Алтен. Те имат осем деца:
- Маргарета Гертруд фон дер Шуленбург (* 25 ноември 1659, Хале/Заале; † 5 август 1697, Волфенбютел), омъжена на 28 юни 1681 г. в Хелен, Брауншвайг, за Фридрих Ахац фон дер Шуленбург (* 3 май 1647, Хелен, Брауншвайг; † 25 май 1701, Хелен, Брауншвайг)
- Матиас Йохан фон дер Шуленбург (* 8 август 1661, Емден; † 14 март 1747, Верона), венециански фелдмаршал, от 1715 г. първият граф фон дер Шуленбург
- Даниел Бодо фон дер Шуленбург (* 21 декември 1662; † 15 декември 1732), граф, курсаксонски генерал-лейтенант
- Еренгард Мелузина фон дер Шуленбург, херцогиня на Кендал, принцеса фон Еберщайн (* 25 декември 1667, Емден; † 10 май 1743), метреса на британския крал Джордж I (* 28 май 1660/7 юни 1660, Хановер; † 11 юни 1727/22 юни 1727, Оснабрюк)
- Маргарета Гертруда София Юлиана фон дер Шуленбург (* 23 октомври 1668; † 1753), омъжена на 28 април 1691 г. за граф Рабе Кристоф фон Оейнхаузен (1655 – 1748)
- Шарлота Катарина (* 1674)
- Август
- Анна Елизабет фон дер Шуленбург (* 30 декември 1673; † 10 март 1730), омъжена на 29 май 1694 г. във Волфенбютел за Георг Фридрих фон Шпьоркен (* 5 юни 1667; † 12 март 1725, Харбург); родители на фелдмаршал Фридрих фон Шпьоркен

Втори брак: през 1676 г. с Анна Елизабет фон Щамер (* 1657; † 30 декември 1722), дъщеря на Георг Арнд фон Щамер († 1659) и Анна Елизабет фон Кьонигсмарк († 1669). Те имат четири деца:
- Фридрих Вилхелм I фон дер Шуленбург (* 24 януари 1680, Емден; † 13 януари 172, Лондон), британски кралски камерхер
- Йохана Августа фон дер Шуленбург (1687 – 1768), омъжена за Вернер Лудвиг Шпигел фон Пекелсхайм
- Доротея Елизабет
- Доротея Кристиана